# Giuseppe Diana
Giuseppe Diana (Casal di Principe, 4 juli 1958 – aldaar, 19 maart 1994) was een rooms-katholiek priester in Casal di Principe, in de regio Campania in Zuid-Italië. Hij werd doodgeschoten door de Napolitaanse maffia, de Camorra geheten.
Zijn bijnamen waren Don Peppino, Peppino Diana of Don Diana.

## Levensloop
In 1982 werd Diana tot priester gewijd. Hij was gediplomeerd in bijbeltheologie en had een kandidatuursdiploma in geschiedenis en letteren. Hij werd lesgever in literatuur aan het Istituto Alessandro Volta in Aversa. Tevens was hij betrokken bij de priesteropleidingen in het bisdom Aversa en bij bedevaarten van scouts aldaar.
De benoeming tot parochiepastoor in de San Nicola di Bari in Casal di Principe, zijn geboortestad, volgde in 1989. Hij kende weliswaar de macht van de Camorra in zijn stad doch werd geconfronteerd met de omvang ervan bij parochianen. Zo was er een kloosterzuster die Diana aansprak over een moord op een verwante van haar. De praktijk van afpersingen leidde ertoe dat sommige winkeliers tot 20% van hun omzet afstonden aan de Camorra. Diana wierp zich op een ander groot probleem in de streek: de illegalen die door Zuid-Italië zwierven. Door de schrijnende situatie van hun clandestiene status werden de illegalen in de armen van de maffiosi gedreven. De Camorra joeg op hen en lijfde ze in. Pastoor Diana bood een alternatief aan aan de illegalen: hij bouwde een opvanghuis en liet de parochie zoveel als mogelijk helpen. Alles was beter dan uitbuiting door de Camorra.
De clan van Antonio Bardellino zwaaide de plak in Casal di Principe; deze was de broer van Ernesto Bardellino, burgemeester van de stad. De spanning in de stad steeg na schietpartijen tussen jonge mannen van de Camorra en de Carabinieri, alsook tussen clans van de Camorra onderling. Commandanten van de Carabinieri maanden Diana en andere parochiepriesters aan om de zaken te kalmeren. Doch pastoor Diana begon met te publiceren en klaagde de verstikkende macht van de Camorra aan (1991). Dit deed hij in het tijdschrift Lo Spettro, een uitgave van het bisdom Caserta, alsook met het pamflet Per amore del mio popolo non tacero. Diana riep op om iets te doen zoals de illegalen langs de wegen te helpen. Hij weigerde de sacramenten aan bendeleden van de Camorra. Tevens bemoeide hij zich met de gemeentepolitiek: hij klaagde de burgemeester en zakenlui aan voor corruptie. Burgemeester Bardellino werd niet herkozen (1994).
In 1994 schoot een bendelid pastoor Diana dood terwijl hij zich in de sacristie voorbereidde voor een misviering. Een deel van de pers keerde zich tegen de pastoor; de Corriere di Caserta titelde dat pastoor Diana zelf een lid was van de Camorra en daarom doodgeschoten werd. Enkele dagen later titelde de krant dat Diana een affaire had met twee vrouwen tezelfdertijd. In latere processen tegen de Camorra bleek niets van, ondanks maneuvers van advocaten van Camorraleden om het onderzoek op dwaalsporen te brengen. In 2003 werd Nunzio De Falco veroordeeld als de opdrachtgever van de moord. De schutter, Giuseppe Quadrano, kreeg strafvermindering door samen te werken met de Italiaanse justitie; hij kreeg 14 jaar cel. Twee medeplichtigen, die niet in de sacristie waren binnengedrongen, werden veroordeeld tot levenslang omwille van medeplichtigheid op de moord en andere criminele feiten.

## Herinneringen
- Paus Johannes-Paulus II sprak in het Angelusgebed van 20 maart 1994, de dag na de moord, zijn afschuw uit.
- President Scalfaro van Italië verleende don Diana (1994) de Medaglia d'oro al valor civile. De reden was zijn strijd voor rechten van illegalen en de strijd tegen de Camorra, wat hij met zijn leven moest bekopen.[4]
- Drie scholen in Campania hebben de naam aangenomen van de doodgeschoten priester-leraar: Istituto di Istruzione Superiore in Morcone; Istituto Comprensivo 3 in Portici; Scuola di Legalità in Termoli.
- De uitspraak van don Diana ‘Stop met de Gomorra hier’ keerde terug in de titel van het boek Gomorra van Roberto Saviano (2006). Saviano kende persoonlijk Diana.
- Het pamflet geschreven door don Diana is verfilmd in de mini-serie Per Amore del Mio Popolo (2013) op de Italiaanse televisie.[5]